# Мадагаскарські жаби
Мадагаскарські жаби (Mantellidae) — родина отруйних земноводних підряду Neobatrachia ряду Безхвості. Має 3 підродини, 12 родів та 205 видів.

## Опис
Загальна довжина представників цієї родини коливається від 3 до 10 см. Спостерігається статевий диморфізм: у низки видів самиці більші за самців. Голова невелика, морда загострена або витягнута. Очі середнього розміру. Зіниці округлі. Тулуб переважно стрункий. Шкіра містить отруту — ліпофільний алкалоїд. На кінцівках є диски, за допомогою яких земноводні пересуваються по вертикальній поверхні. Забарвлення у більшості видів яскравих кольорів.

## Спосіб життя
Полюбляють тропічні ліси, зустрічаються переважно у нижньому ярусі, гірські місцини, береги водойм. Ведуть напівдеревний спосіб життя. Активні у присмерку або вранці, деякі навіть вдень. Живляться дрібними безхребетними.
У цих жаб спостерігається внутрішнє запліднення. Самець амплексусом схоплюють ззаду самицю й вводить їй в клоаку спермотофори де запліднюються яйця.

## Розповсюдження
Мешкають на о.Мадагаскар й частково на островах Майотта

## Підродини та роди
- Підродина Boophinae
  - рід Boophis
- Підродина Laliostominae
  - рід Aglyptodactylus
  - рід Laliostoma
- Підродина Mantellinae
  - рід Blommersia
  - рід Boehmantis
  - рід Gephyromantis
  - рід Guibemantis
  - рід Mantella
  - рід Mantidactylus
  - рід Spinomantis
  - рід Tsingymantis
  - рід Wakea